# Al Smith (auteur)
Pour les articles homonymes, voir Al Smith (homonymie) et Smith.
Compléments
auteur de Mutt and Jeff de 1932 à 1982
Al Smith (né le 2 mars 1902 à New York et mort le 24 novembre 1986 à Rutland dans le Vermont) est un auteur de comic strip américain qui a dessiné et écrit Mutt and Jeff de 1932 à 1982, bien que sa signature ne soit apparue qu'en 1954, peu après la mort du créateur de la série Bud Fisher.

## Biographie
Albert Schmidt  dit Al Smith naît le 2 mars 1902 dans le quartier de Brooklyn de New York.  Orphelin très jeune, il est obligé de travailler encore enfant. Il est plus tard engagé comme coursier au New York World. Comme il sait dessiner, il lui est ensuite demander de corriger parfois des strips ou des illustrations du journal. Cela l'amène naturellement à dessiner des illustrations jusqu'à ce qu'en 1920 il soit engagé pour reprendre le comic strip From 9 to 5 créé par Joe Fischer. L'année suivante il se marie avec Erna Anna Strasser avec qui il a trois enfants. Il y reste jusqu'en 1933. Al Smith est alors dessinateur indépendant et travaille pour plusieurs éditeurs dont le Bell Syndicate. Il est probable qu'à ce moment il assiste Ed Mack sur Mutt and Jeff créé par Bud Fisher. En 1932 Ed Mack meurt et Bud Fisher qui signe seulement les strips a besoin d'un assistant pour reprendre la tâche de Mack. Son choix se porte très vite sur Smith. Celui-ci va réaliser le strip pendant cinquante ans et établir ainsi le record de longévité d'un artiste sur le même strip. Son nom n'apparaît cependant pas jusqu'en 1954, année de la mort de Fisher. Il peut alors signer les strips qu'il crée jusqu'en 1982. Il laisse alors le strip à George Breisacher. En 1950, il fonde une société de syndication The Smith Service pour diffuser d'autres strips. À partir de 1951 il réalise Rural Delivery qui se poursuit après sa mort jusqu'en 1997. En 1955  vient Remember When qui ne dure qu'un an puis peut-être The Bumbles. Son syndicat diffuse d'autres créations comme Off Main Street de 1951 à 1961 créé par Joe Dennett ou  Pops  de George Wolfe entre 1962 et 1978. Il est aussi un membre actif de la National Cartoonists Society dont il est le président de 1967 à 1969. Il meurt le 24 novembre 1986 à Rutland dans le Vermont .

## Prix
- 1969 : Prix du comic strip humoristique de la National Cartoonists Society